# Unionismo na Irlanda
Unionismo na Irlanda é uma tradição política que defende um vínculo constitucional e institucional pleno entre a Irlanda e a Grã-Bretanha com base nos termos do Ato de União de 1800 que fundiu os dois países em 1801, criando o Reino Unido da Grã-Bretanha e Irlanda. O termo deve sua origem às campanhas feitas pelos opositores da autonomia irlandesa em fins do século XIX e início do século XX para evitar a criação de um parlamento autônomo totalmente irlandês dentro do Reino Unido. Por defenderem que o Ato de União fosse mantido na sua forma original, sem qualquer sistema de devolução, tornaram-se conhecidos como unionistas.
A oposição unionista à autonomia não era baseada simplesmente no desejo de uma estrutura diferente de governança, mas refletia uma diferença fundamental em perspectivas, crenças, definição e cultura entre os nacionalistas e os unionistas irlandeses, situação agravada pelo fato de os nacionalistas seram predominantemente católicos, enquanto os unionistas eram predominantemente protestantes. Muitos destes unionistas eram descendentes de colonos, principalmente ingleses, mas também escoceses, que chegaram à província do Ulster a partir do início do século XVII no âmbito da Conquista da Irlanda por Cromwell.